# Navamorales
Navamorales település Spanyolországban, Salamanca tartományban. Navamorales Gallegos de Solmirón, Santa María del Berrocal, Villar de Corneja, La Horcajada, El Tejado és Puente del Congosto községekkel határos. Lakosainak száma 44 fő (2024).

## Népesség
A település népessége az elmúlt években az alábbi módon változott:
| Lakosok száma | 169  | 134  | 107  | 95   | 82   | 78   | 64   | 51   | 42   | 44   |
|               | 2001 | 2004 | 2007 | 2009 | 2012 | 2014 | 2017 | 2019 | 2022 | 2024 |